# Mary Travers

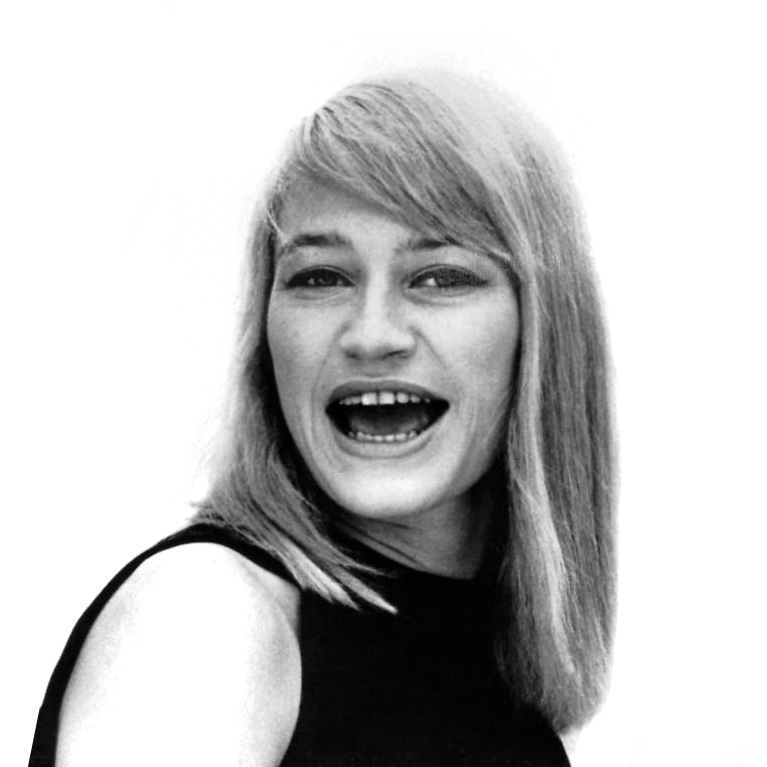
Mary Travers in 1970

Mary Allin Travers (Louisville, 9 november 1936 - Danbury, 16 september 2009) was een lid van de folkgroep Peter, Paul and Mary. De andere leden waren Peter Yarrow en Noel "Paul" Stookey. Ze waren succesvol in de jaren zestig. In bepaalde perioden zong ze solo.

## Biografie
De groep "Peter, Paul and Mary" werd in 1961 opgericht en ging in 1970 uit elkaar. Mary startte vervolgens een solocarrière en bracht vijf albums uit. In 1978 kwam de groep weer samen.
In 2006 werd Travers opgenomen in de Kentucky Music Hall of Fame.
Sinds 2004 werd Travers behandeld wegens leukemie. Ze overleed op 16 september 2009 op 72-jarige leeftijd.

## Solo-albums
- Mary, Warner Bros., 1971
- Morning Glory, Warner Bros., 1972
- All My Choices,Warner Bros., 1973
- Circles, Warner Bros., 1974
- It's In Everyone of Us, Chrysalis, 1978

- Bibliothèque nationale de France: cb14064786d (data)
- Gemeinsame Normdatei: 141063556
- International Standard Name Identifier: 0000 0001 1576 4546
- Library of Congress Control Number: nr90009711
- MusicBrainz: 424725d2-016f-4a2e-9160-0e4c117e17ad
- Nationale Bibliotheek van Tsjechië: jo2004249944
- SNAC: w6v99fgr
- Virtual International Authority File: 84167926
- WorldCat: E39PBJkMKTJB7WjgTrkxjRdPcP